# Aristow
Aristow, ros. Аристов – rosyjskie nazwisko pochodzące od greckiego imienia Arystarch. Istniała rosyjska rodzina arystokratyczna nosząca to nazwisko.
- Awierkij Aristow
- Borys Aristow
- Nikołaj Aristow – rosyjski turkolog
- Leonid Aristow – radziecki reżyser filmów animowanych
- Wiktor Aristow – ukraiński piłkarz
- Wiktor Aristow (reżyser) – radziecki reżyser, scenarzysta i aktor